# أحمد أنزافور

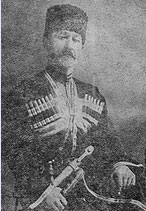
أحمد أنزافور بيك

أحمد أنزافور (بالتركية: Ahmet Anzavur)، (مواليد سنة 1885-توفي في 15 أبريل سنة 1921)، كان ضابط درك عثماني ذو أصول شركسية. شارك في الحرب العالمية الأولى. 